# Número f (óptica)

Diagrama de aperturas decrecientes, es decir, los números f crecientes, en incrementos de una sola parada; cada apertura tiene la mitad del área de captación de luz que la anterior.

Número f o relación focal en óptica expresa el diámetro de la apertura de un objetivo en términos relativos respecto a su distancia focal F. Es la medida cuantitativa de la luminosidad del objetivo debido a la relación directa entre apertura de la lente y mayores velocidades de obturación para una correcta exposición de la imagen sobre un soporte sensible.
De modo más concreto, es una cantidad adimensional N, que resulta de dividir la longitud focal F por el diámetro de la apertura del diafragma D (diámetro del objetivo) de un sistema óptico cualquiera:
{\displaystyle N={\frac {F}{D}}}
Un número f como N=16 suele notarse en la forma f/16, o representado como la fracción de una unidad: 1:16.

## Notación
La interpretación literal de la notación f/N se obtiene si despejamos D en la fórmula anterior: 
{\displaystyle D={\frac {F}{N}}}
Así, f/16 (leído "efe dieciséis") se corresponde con un diámetro de apertura del diafragma o pupila de entrada D, que resulta ser F/16 o la dieciseisava parte de la longitud focal F del objetivo.
La pupila de entrada es proporcional al diámetro de apertura del sistema. Se puede apreciar que N es inversamente proporcional a la apertura, es decir, cuando hay un mayor valor de apertura, el número N decrece.

## Número f en fotografía
En una cámara fotográfica, la apertura se corresponde usualmente con la apertura del diafragma en el objetivo, la cual puede ser ajustada en pasos discretos para modificar el tamaño de la pupila y regular la cantidad de luz que alcanza la película o el  sensor.

### Escalas de números f
Si ajustamos los pasos, de modo que cada valor represente la mitad de intensidad luminosa que el precedente, deberemos dividir el área de la pupila de entrada entre 2, y su diámetro entre {\displaystyle {\sqrt {2}}}. Obtendremos de este modo una sucesión llamada escala estándar de números f, formada por aproximaciones de los términos de la progresión geométrica de las potencias de 1 / {\displaystyle {\sqrt {(}}2^{n})}: 0 ≤ n < ∞
| f/ | # | 1,0 | 1,4 | 2 | 2,8 | 4 | 5,6 | 8 | 11 | 16 | 22 | 32 | 45 |

En cámaras modernas podemos encontrar también escalas que avanzan según una fracción de paso (1/2, 1/3 o incluso 1/8 de paso):
Escala de medio paso
| # | 1,0 | 1,2 | 1,4 | 1,7 | 2 | 2,4 | 2,8 | 3,2 | 4 | 4,8 | 5,6 | 6,7 | 8 | 9,5 | 11 | 13 | 16 | 19 | 22 | 26 | 32 | 38 | 45 |

Escala de 1/3 de paso
| # | 1,0 | 1,1 | 1,2 | 1,4 | 1,6 | 1,8 | 2 | 2,2 | 2,5 | 2,8 | 3,2 | 3,5 | 4 | 4,5 | 5,0 | 5,6 | 6,3 | 7,1 | 8 | 9 | 10 | 11 | 13 | 14 | 16 | 18 | 20 | 22 |

### Luminosidad de un objetivo

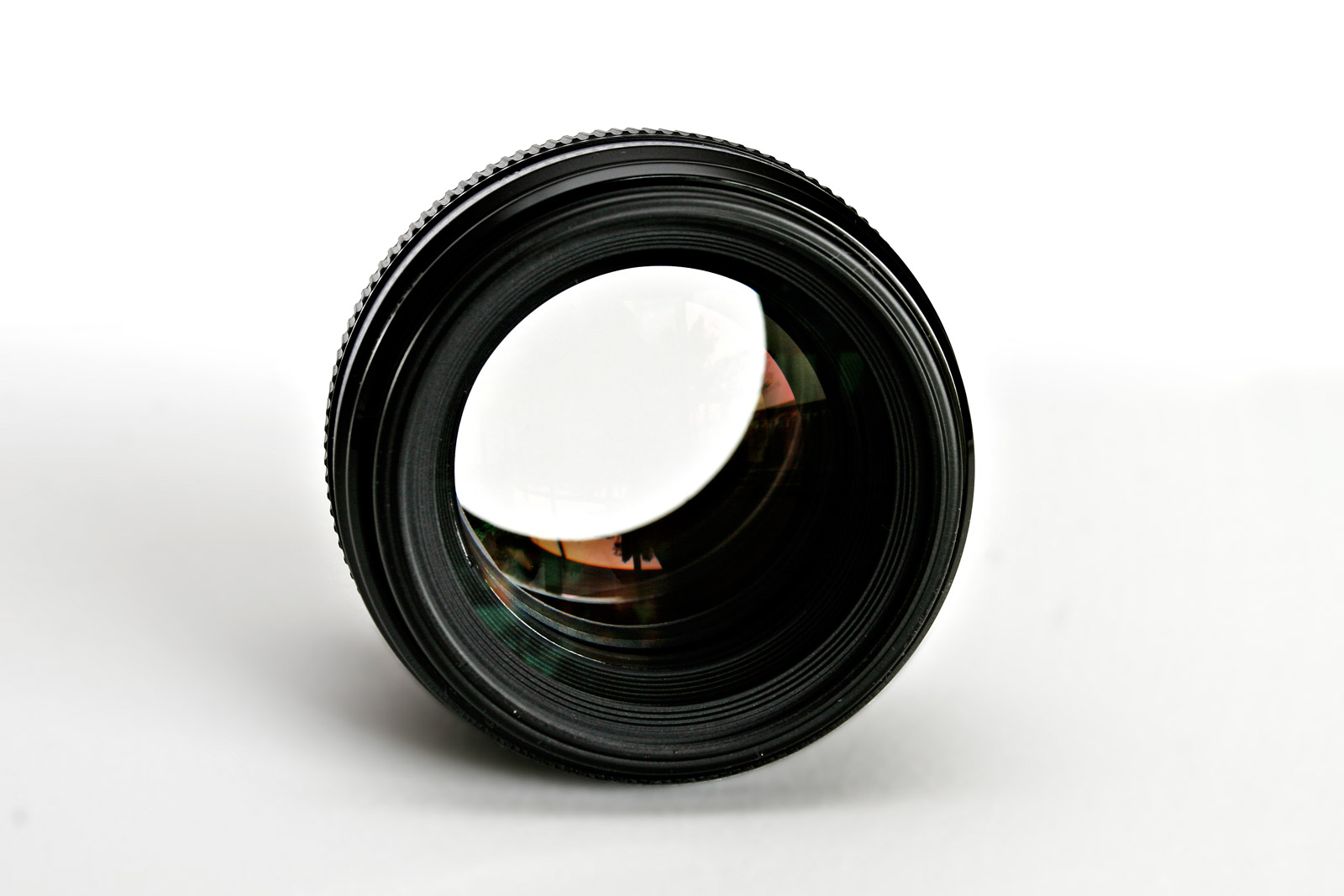
Objetivo Canon 85mm f/1,8 mostrando su apertura máxima

La luminosidad o velocidad de un objetivo viene dada por su mínimo número f, que se corresponde con su máxima apertura y de la luz que deja pasar en el periodo de tiempo que el obturador está abierto. En fotografía, un objetivo luminoso supone una ventaja puesto que permite el paso de más luz hacia la película o el sensor, de tal forma que se pueden utilizar velocidades de obturación más rápidas (menor tiempo de exposición) para obtener una imagen correctamente expuesta. Sin embargo, la regulación de la luz que se obtiene mediante el uso del diafragma le permite imitar el funcionamiento de objetivos con menor luminosidad, útil en el momento en que la luz sea excesiva para el motivo a obtener, en el caso de que se desee deliberadamente hacer una toma en tiempo largo (barrido) o cuando se desea una mayor profundidad de campo. Se consideran objetivos rápidos o luminosos los objetivos con máximo diafragma F/2,8 en el caso de zooms y superteleobjetivos, y de F/1,8 e inferiores en el caso de objetivos de longitud focal fija.

### Números f, relación de luces y pasos
La relación que guardan dos números f y las exposiciones correspondientes son:
En relación de luces (m):
{\displaystyle {f_{2} \over f_{1}}={\sqrt {m}}\qquad m={\bigg (}{f_{2} \over f_{1}}{\bigg )}^{2}}
En pasos (n):
{\displaystyle {f_{2} \over f_{1}}=2^{n \over 2}\qquad n=2/log2*log{\bigg (}{f_{2} \over f_{1}}{\bigg )}=6.64*log{\bigg (}{f_{2} \over f_{1}}{\bigg )}}

Lo cual significa por ejemplo, que si medimos dos diafragmas, uno que vale 1,1 y el otro 2,5 la diferencia de exposición que guardan esos dos tonos serán:
{\displaystyle {2.5 \over 1.1}={\sqrt {m}}}
La relación de luces (m) es de 5,16:1.
El número de pasos (n) será de 2,27 pasos (dos pasos y un tercio).